# Fran Vidic
Fran Vidic (* 30. November 1872 in Sankt Paul bei Pragwald (Šent Pavel pri Preboldu); † 31. Januar 1944 in Šentvid bei Ljubljana (Sankt Veit über Laibach)) war ein jugoslawischer Publizist. Bekannt wurde er durch Übersetzungen slowenischer literarischer Werke ins Deutsche, darunter Kurzgeschichten und Gedichte von Ivan Cankar sowie die Zdravljica von France Prešeren.
Als Aktivist der Befreiungsfront (Osvobodilna Fronta) wurde Fran Vidic am 7. Dezember 1943 von der Gestapo verhaftet. Im Januar 1944 wurde er in Šentvid bei Ljubljan mit 24 weiteren Geiseln erschossen und liegt in Begunje begraben.